# Banchus inermis
Banchus inermis là một loài tò vò trong họ Ichneumonidae.